# Nuran (Azerbaigian)
Nuran (Azerbaigian) è un comune dell'Azerbaigian situato nel distretto di Ağsu. Conta una popolazione di 379 abitanti.